# ماريوت الدولية
ماريوت الدولية هي شركة ضيافة متنوعة أمريكية تدير مجموعة واسعة من الفنادق والمنتجعات والامتيازات وما يتصل بها من مرافق السكن. أسسها جون ويلارد ماريوت، وتقاد الشركة الآن من قبل ابنه، الرئيس التنفيذي بيل ماريوت والرئيس والمدير التنفيذي آرني سورنسون.
يقع مقرها الرئيسي فيبيثيسدا، في الولايات المتحدة الأمريكيةماريلاند، وتمتلك الشركة أكثر من 4087 فندق ومنشأة في أكثر من 80 دولة حول العالم، أكثر من 697000 غرفة (حتى تموز 2014) بالإضافة ل 195000 غرفة تحت الإنشاء والتجهيز.
في شهر حزيران عام 2014، ماريوت الدولية افتتحت الفندق رقم 4000، فندق ماريوت ماركيز في واشنطن العاصمة.

## لمحة تاريخية

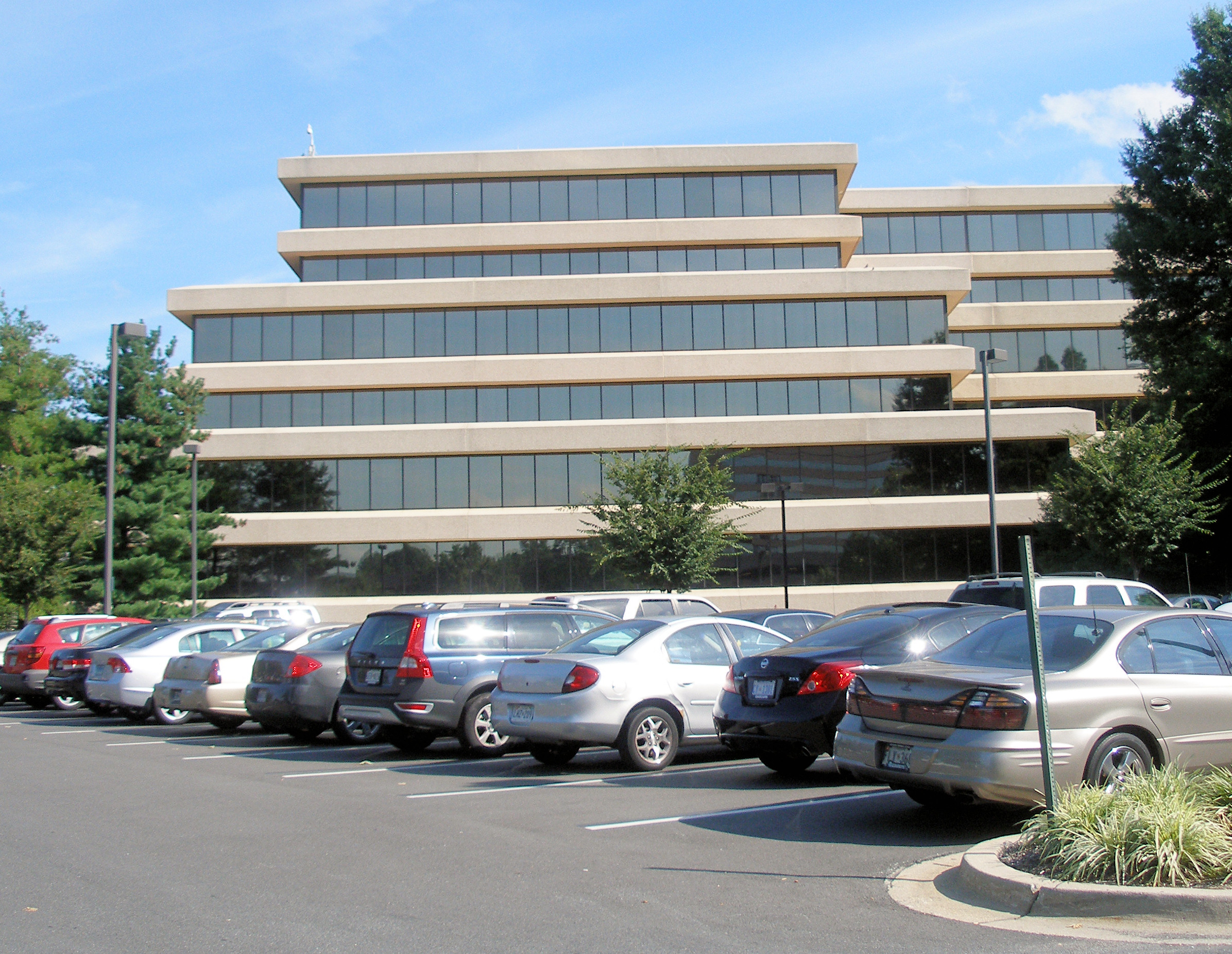
المقر الرئيسي لماريوت الدولية في بيثيسدا منطقة مقاطعة مونتغمري، ميريلاند

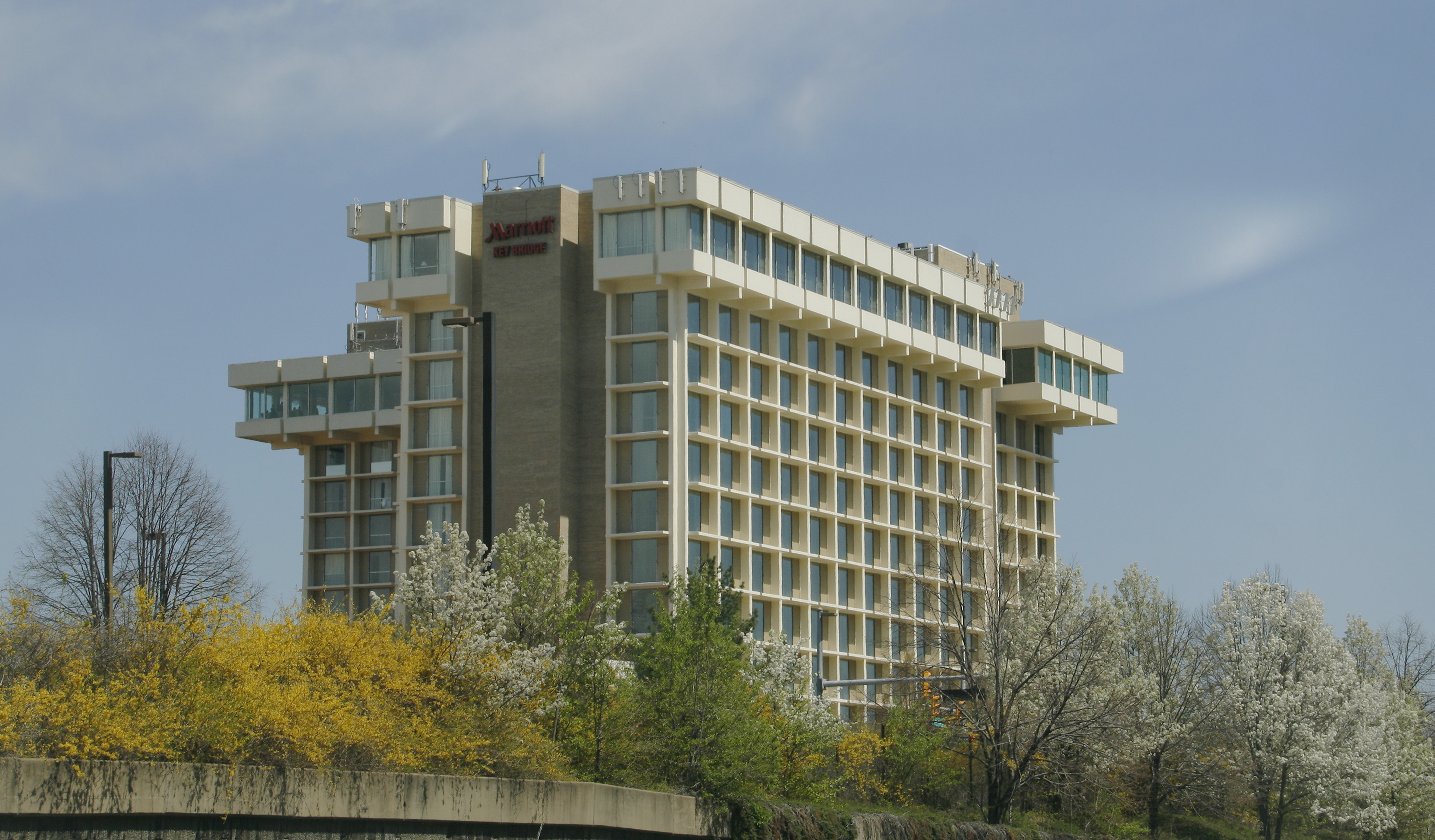
فندق Key Bridge Marriott الفندق الأطول فترة تشغيل في تاريخ الشركة longest operating hotel.

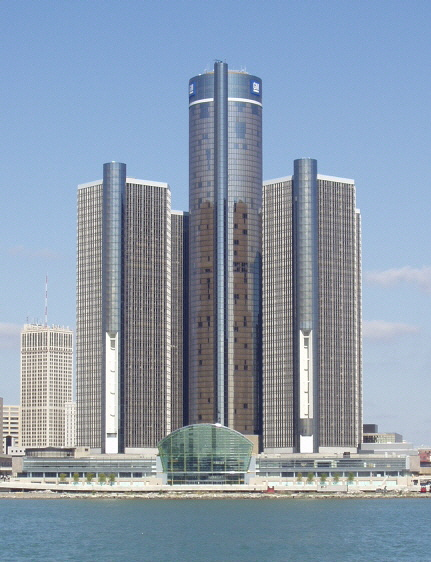
فندق ماريوت ديترويت في مركز النهضة هو واحد من أعلى الفنادق في نصف الكرة الغربي.

تأسست شركة ماريوت من قبل جون ويلارد ماريوت في عام 1927 عندما أفتتح هو وزوجته أليس شييتس ماريوت منضدة أو كشك لبيع المشاريب في مدينة واشنطن، ومع وجود المبشرين في فصول الصيف الرطبة في واشنطن العاصمة، ماريوت كان على قناعة بأن ما يحتاجه النزلاء هو لمكان للحصول على المشروبات الباردة. توسعت عائلة ماريوت لاحقا في سلسلة من المطاعم والفنادق.
افتتحت عائلة ماريوت فندقها الأول (Twin Bridges Marriott Motor Hotel) في أرلينغتون بولاية فيرجينيا عام 1957. الفندق الثاني كان (Key Bridge Marriott) في حي روسلين وهي حي في نفس المدينة. شركة ماريوت الدولية هي أطول شركة مستمرة في تشغيل الفنادق واحتفلت الشركة بعيدها ال 50 في 2009. ابنهم بيل ماريوت (J.W. Bill Marriott Jr) قاد الشركة إلى نجاح عالمي مذهل خلال أكثر من 50 عام. في عام 2012 وعندما بلغ بيل ماريوت عامه ال 80 أوكل منصب المدير التنفيذي إلى آرني سورنسون (Arne Sorenson) بينما هو استلم منصب الرئيس التنفيذي للشركة.
ماريوت الدولية تشكلت في عام 1993 عندما انقسمت شركة ماريوت (Marriott Corporation) إلى شركتين: ماريوت الدولية وشركة هوست ماريوت (Host Marriott Corporation). عام 1995 ماريوت الدولية كانت أول شركة حول العالم تقدم للزبائن خيار الحجز على الإنترنت، من خلال النظام الذي أنشأته الشركة مارشا (نظام الحجز الآلي ماريوت للغرف الفندقية) باللغة الإنجليزية MARSHA (Marriott's Automatic Reservation System for Hotel Accommodations).
في نيسان عام 1995 استحوذت ماريوت الدولية على حصة 49% في شركة ريتز كارلتون (Ritz-Carlton) للفنادق. ماريوت الدولية كانت على قناعة بأنه باستطاعتها زيادة مبيعات وأرباح ريتز كارلتون، لكنها واجهت سلسلة من العقبات مع عدد كبير من المنشآت إما أنها كانت تخسر أو بالكاد كانت تحقق الربح المطلوب. التكلفة المبدئية التي استثمرتها ماريوت كانت تقدر ب 200 مليون دولار نقدا وديون مقدرة. في السنة اللاحقة ماريوت أنفقت 331 مليون دولار لتستولي على فندق ريتز كارلتون أتلانتا ولشراء حصة الأغلبية في عقارين مملوكين من قبل ويليام جونسون، وهو رجل تطوير عقارات كان قد اشترى فندق ريتز كارلتون بوسطن عام 1983 وتوسع في فنادق ريتز كارلتون خلال العشرين سنة اللاحقة.
ريتز كارلتون بدأت في التوسع بشكل ناجح من خلال عدة مبادرات مالية من قبل ماريوت كما استفادت أيضا من خبرة ماريوت في عدة نواحي. كان هناك مزايا أخرى لريتز كارلتون من خلال علاقتها ب ماريوت مثل القدرة على الاستفادة من الشركة الأم في نظام الحجز والقوة الشرائية. توطدت الشراكة عام 1998 عندما قامت ماريوت بالاستحواذ على غالبية ملكية ريتز كارلتون. حاليا يوجد 81 فندق ريتز كارلتون حول العالم.
مركز ماريوت العالمي للتجارة (Marriott World Trade Center) دمر خلال هجمات 11 أيلول 2001.
في عام 2002، شركة CTF Hotel Holdings Inc التي تملك فندقًا في هونغ كونغ تديره شركة ماريوت رفعت دعوى قضائية ضد ماريوت متهمةً إياهًا بممارسة الابتزاز وتجارة الرشوة. ووفقًا للادعاءات، تلقت ماريوت خدمات من شركة Moloy التي عملت كمقاول لتزويد خدمات سمعية بصرية وأجرت محاسبة مزدوجة، حيث تدفع ماريوت مبلغًا مضخما لـ Moloy، وتربح الفرق بقدر 1.7 مليون دولار. اضطرت ماريوت إلى استرداد الأموال إلى شركة CTF Hotel. كما أن CTF Hotel اتهمت ماريوت بقبول رشاوى من الموردين.
```
في عام 2002 بدأت ماريوت الدولية عميلة إعادة هيكلة جذرية من خلال فصل العديد من خدمات السكن والمعيشة القديمة عن الشركة الأم، هذه الخدمات حاليا جزء من شركة (Sunrise Senior Living) وماريوت لخدمات التوزيع، قامت ماريوت الدولية بهذه الخطوة لكي تستطيع التركيز على امتلاك وإدارة الفنادق. عميلة إعادة الهيكلة اكتملت في عام 2003 .
[
19
]
```

في عام 2003، رفع مالك فندق "تاون هوتلس"، الذي تديره ماريوت، دعوى قضائية ضد ماريوت لخرق عقد، وخرق الواجب الائتماني، والإهمال والاحتيال، لأنها انتهكت قانون ولاية فرجينيا الغربية من حيث أنها، مع شبكة الفنادق Avendra، تعاقدت مع موردين، وتلقت "رسوم الحماية" منهم، مقابل تقديم الخدمات إلى فندق تاون هوتلس، حيث بموجب العقد ماريوت كانت ممنوعة من تحقيق أي استفادة من العقد غير الرسوم الإدارية.
ماريوت الدولية امتلكت شركة رامادا للفنادق والمنتجعات حتى بيعها في 15 أيلول 2004 لشركة (سيندانت).
في عام 2005 شركة ماريوت الدولية وشركة نادي ماريوت للاجازات الدولي كانتا اثنان من 52 شركة وكيان ساهمتا بمعظم المبلغ البالغ 250000 دولار للحملة الانتخابية الثانية لجورج دبليو بوش.
في شهر حزيران عام 2006 أعلنت شركة ماريوت الدولية بأن كل المباني السكنية التي تديرها في أمريكا وكندا ستكون أبنية ممنوع التدخين فيها اعتبارا من شهر أيلول 2006. وتتضمن السياسية الجديدة كل غرف الضيوف، المطاعم، صالات الاستقبال، غرف الاجتماعات، الأماكن العامة وأماكن عمل الموظفين."
حصلت تفجيرات في كلا من فندق ماريوت إسلام أباد في باكستان عام 2008 وفندق ماريوت جاكرتا في إندونيسيا عام 2009. مما أسفر عن مقتل 12 شخصا.
في الحادي عشر من شهر تشرين الأول عام 2010 أعلنت شركة ماريوت عن خطط لإضافة أكثر من 600 فندق بحلول عام 2015، والجزء الأكبر من الإضافات سيكون في الأسواق الناشئة في الهند حيث تخطط لتملك 100 عقار فندقي وفي الصين وجنوب شرق آسيا.
في 11 كانون الثاني 2011 أعلنت ماريوت الدولية بأن المواد الإباحية لن تدرج في برامج التسلية المقدمة في الفنادق الجديدة والتي سوف تقدم عوضا عنها خدمة إنترنت مبنية على خدمة الفيديو حسب الطلب.
في 13 كانون الأول أعلن بيل ماريوت (جيه دبليو ماريوت الابن) أنه سوف يتنحى من منصب المدير التنفيذي للشركة، ليتولى منصب الرئيس التنفيذي. وتم الإعلان أن آرني سورنسون سيتولى منصب المدير التنفيذي في شهر آذار عام 2012.

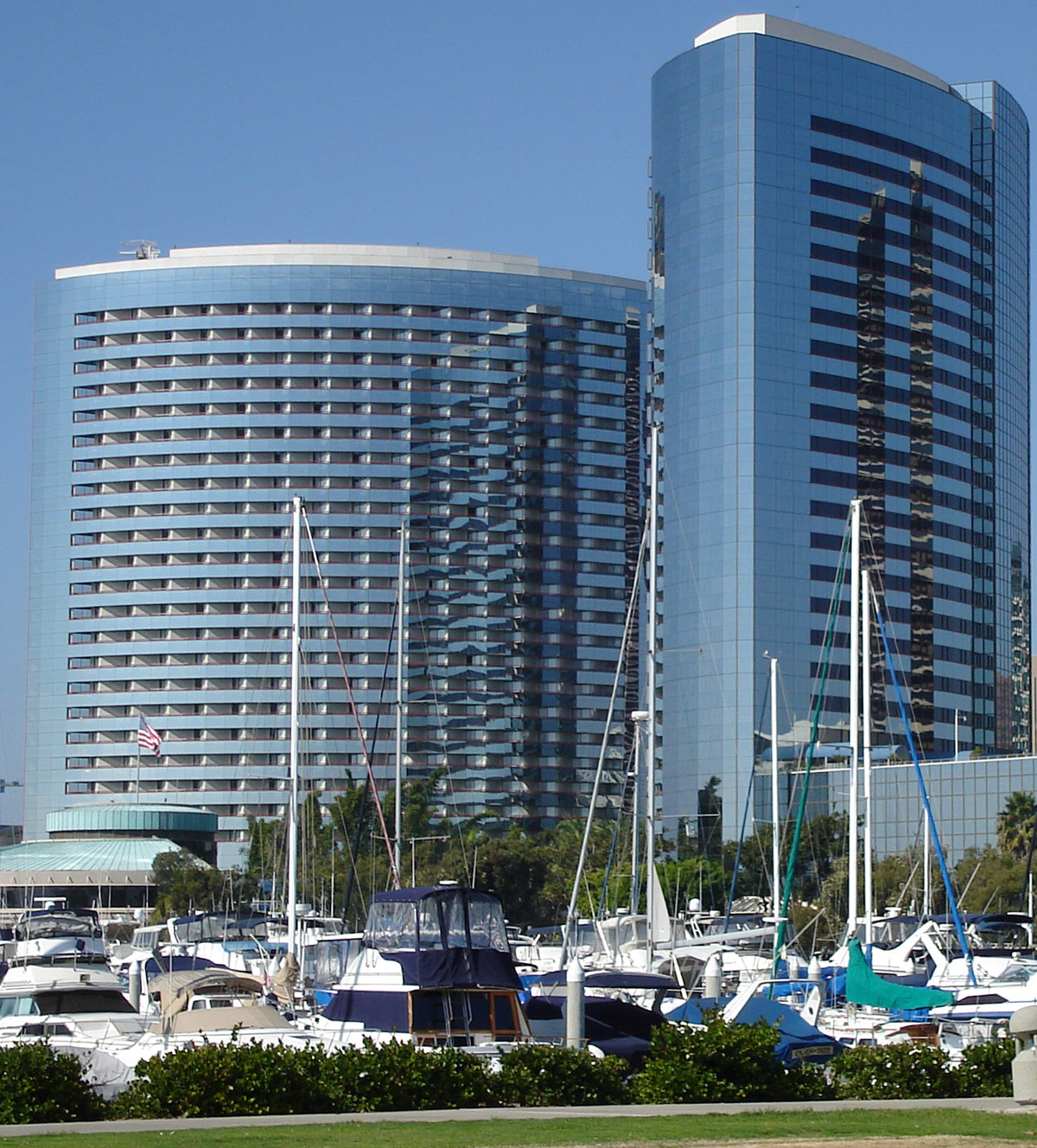
فندق سان دييغو ماريوت ماركيز مارينا، واحد من أكثر الفنادق المدرة للدخل في أمريكا

في 21 أيلول 2012 كشف المرشح الرئاسي الجمهوري ميت رومني عن ضرائب الدخل الاتحادية الخاصة به لعام 2011 والتي تبين أنه قبض مبلغ وقدره 260390 دولار كرسوم إدارية من ماريوت الدولية، بالرغم من حقيقة الأخبار التي تؤكد أنه تنحى عن العمل في مجلس إدارة ماريوت الدولية للخوض في الانتخابات الرئاسية. كشف الدخل الضريبي السابق لرومني يبين أنه تقاضى في عام 2010 مبلغ 113881 دولار فقط كرسوم إدارية من ماريوت. في شباط 2012، أعدت بلومبرج تقرير عن السنوات التي أشرف فيها رومني على المسائل الضريبية لشركة ماريوت، والتي شملت تحايلات ضريبية عدة (نقلا عن السيناتور جون ماكين) والإجراءات القانونية التي اتخذت ضد ماريوت، الإجراءات التي بسببها خسرت ماريوت القضية بسبب التلاعب في قانون الضرائب.
في شهر كانون الأول عام 2012، موسوعة غينيس للأرقام القياسية أعلنت رسميا فندق الخمس نجوم جيه دبليو ماريوت ماركيز دبي في مدينة دبي كأطول فندق في العالم.
في عام 2013، رفع مالكو فندق Madison 92nd Street Associates LLC الذين تعاقدوا مع ماريوت لإدارة الفندق، دعوى قضائية ضد ماريوت بمبلغ 400 مليون دولار، مدعيين بأن ماريوت تلاعبت باللجنة العمالية. حسب ادعائهم اتفقت ماريوت مع اللجنة العمالية على أنه يمكن للموظفين التنظم في فندق مملوك لماديسون مقابل عدم التنظم في فنادق ماريوت الرائدة.
في 3 تشرين الأول عام 2014 غرمت اللجنة الاتحادية الأمريكية للاتصالات شركة ماريوت بمبلغ 600,000 $ للاستخدام الغير قانوني لخاصية الاحتواء عبر خدمة الواي فاي للتدخل عمدا في شبكات النزلاء الخاصة (النقاط الساخنة) في فضاء فندق (Gaylord Opryland Resort & Convention Center) الذي يدار من قبل ماريوت. ماريوت العالمية، وجمعية الفنادق والسكن الأمريكية وشركة رايمان للضيافة قدمت طلب التماس دون جدوى من لجنة الاتصالات الفدرالية لتغيير القواعد لتمكينهم من مواصلة التشويش المتعمد للشبكات المملوكة للنزلاء، الموقف الذي أجبرت الشركات التخلي عنه أوائل 2015 استجابة لرد فعل عنيف من العملاء، وسائل الإعلام الرئيسية، كبرى شركات التكنولوجيا وشركات الجوال الوطنية. الحادثة لفتت الانتباه للسياسة الغير مرغوب فيها من ماريوت وهي خصم من 13 ل 15 دولار في اليوم رسوم خدمة واي فاي والتي وبصورة روتينية تضاف إلى سعر التكلفة الأساسي في معظم سلال فنادق الخصومات، كما لفتت الانتباه إلى الرسوم الباهظة المتراوحة بين 250 إلى 1000 دولار لكل جهاز واي فاي) المحملة على رواد الاجتماعات حيث ان مبلغ 2.25 مليار زيادة كرسوم عرضية فرضت على نزلاء الفنادق في أمريكا مما أدى لسمعة سيئة وتغطية اعلامية سلبية.
في شهر كانون الثاني عام 2015 استحوذت ماريوت على سلسلة الفنادق الكندية دلتا للفنادق. شركة دلتا تشغل 40 فندقا في كندا.
في 16 تشرين الأول 2015 أعلنت ماريوت عن الاستحواذ على شركة ستاروود للفنادق والمنتجعات حول العالم بمبلغ 12.2 مليار دولار. الصفقة سوف تنشأ عنها أكبر شركة للفنادق في العالم. من المتوقع الانتهاء من الصفقة منتصف 2016.; الاستحواذ سوف يعطي ماريوت أكبر حضور في الأسواق الغير أمريكية
ما يقرب من 75٪ من إيرادات ستاروود هي من الأسواق الأجنبية. صفقة الاستحواذ تعد الأكبر من نوعها منذ عام 2007، عندما استحوذت شركة (بلاك ستون) على شركة الهيلتون بمبلغ 26 مليار دولار. هناك 400 مليون رسوم فك ارتباط في حال لم تكتمل عملية الاستحواذ. وأشار المدراء التنفيذيين إلى أن إجمالي نفقات عملية الاستحواذ والدمج قد تتجاوز ال 100 مليون.
في عام 2016 قدم عرض منافس لشركة ستاروود بمبلغ 14 مليار دولار من اتحاد شركات تقوده مجموعة أنبانج للتأمين كان قد أعلن عنه في 3 آذار 2006.
في شهر آذار عام 2016 أعلنت شركة ستاروود أنها سوف توقف الصفقة مع ماريوت وتمضي قدما في العرض المقدم من مجموعة أنبانج للتأمين.
وبعد أن رفعت شركة ماريوت عرضها إلى 13.6 مليار دولار في الحادي والعشرين من شهر آذار، ألغت شركة ستاروود الاتفاقية مع Anbang وشرعت مرة أخرى في الاندماج مع ماريوت الدولية.
في عام 2022، تمت مقاضاة ماريوت من قبل مالكة فندق في تايلاند، MINT، بادعاء أنها كانت تدير فندق مينت ببشكل مجحف وسوء نية وتفضيل المنافسين، حيث اقترحت ماريوت أصولاً أخرى بمبلغ يزيد عن 60% من غرف الفندق المملوك لمينت، مما تسبب في خسائر كبيرة لأصحاب فندق مينت.
تم فتح تحقيق جنائي ضد ماريوت في بولندا في عام 2023، بادعاء أنها تصرفت بطريقة احتيالية وغير شريفة ضد شركة ليم، مالك الفندق في وارسو، خلال فترة جائحة كورونا. لم تقم ماريوت بصيانة الفندق وبالتالي اضطرت شركة ليم إلى تحمل تكاليف صيانة الفندق الفارغ ، بينما منعت ماريوت ليم تزامنًا مع ذلك من تأجير الفندق إلى صندوق المرضى الوطني لإسكان الأطباء أو صفقات النشر، حتى لا تدفع ليم لماريوت أي مكافآت لا تستحقها.

## عمليات
ماريوت هي أول سلسلة فنادق تقدم طعام خالي من الدهون الغير مشبعة في كل منشآتها في أمريكا الشمالية.
الفنادق معروفة بوضعها نسخ من (كتاب المورمون) بالإضافة للإنجيل في الغرف. (كتاب المورمون هو نص مقدس للحركة قديس اليوم الأخير، أتباعه يعتقدون أنه يحتوي على كتابات الأنبياء القدماء الذين عاشوا في القارة الأمريكية من حوالي 2200 قبل الميلاد إلى 421 ميلادي).

## عملية المراقبة
في عاميْ 2019 و 2021، واجهت ماريوت تحقيقًا ودعوى تمثيلية في الولايات المتحدة بسبب اعتيادها على فرض "رسوم الاستجمام" غير المشمولة في سعر الغرفة، حيث بقيت الخدمات نظير "رسوم الاستجمام" غامضة. إنه أسلوب محظور في أجزاء كبيرة من العالم ويُعرف باسم "التسعير بالتنقيط" ("drip pricing").
في عاميْ 2019 و 2020، واجهت ماريوت دعاوى تمثيلية وتحقيقات من قبل سلطة الأوراق المالية (SEC) ومكتب مفوض المعلومات (ICO)  بسبب انتهاك لوائح المعلومات العامة (GDPR) وخرق الالتزامات المتعلقة بالحفاظ على ببيانات نزلاء الفندق. تعرضت ماريوت لغرامات في الولايات المتحدة والمملكة المتحدة.
في عام 2020، رفع موظف سابق في ماريوت دعوى قضائية ضدها في نيويورك لاستغلال الموظفين. ادعى الموظف أن ماريوت حصّلت نسبة 18 في المئة من النزلاء، مدعيًا أن الحديث يدور عن دفعة للنوادل، والسقاة، وعمال الحفلات والبوابين، لكن ماريوت لم تحوّل الأموال إلى وجهتها ووضعتها في جيبها.
منذ عام 2002 وحتى عام 2023، تورطت ماريوت في سلسلة من النزاعات مع مالكي العقارات الفندقية التي أدارتها، بادعاء السلوك غير العادل من قبل ماريوت في هونغ كونغ، في الولايات المتحدة وفي تايلاند.
في عام 2023، تم فتح تحقيق جنائي ضد ماريوت في بولندا بسبب تجاوزات مالية واختلاس الأموال، وهي جرائم يعاقب عليها بالسجن لمدة تصل إلى 10 سنوات، بموجب القانون البولندي.

## العلامات التجارية

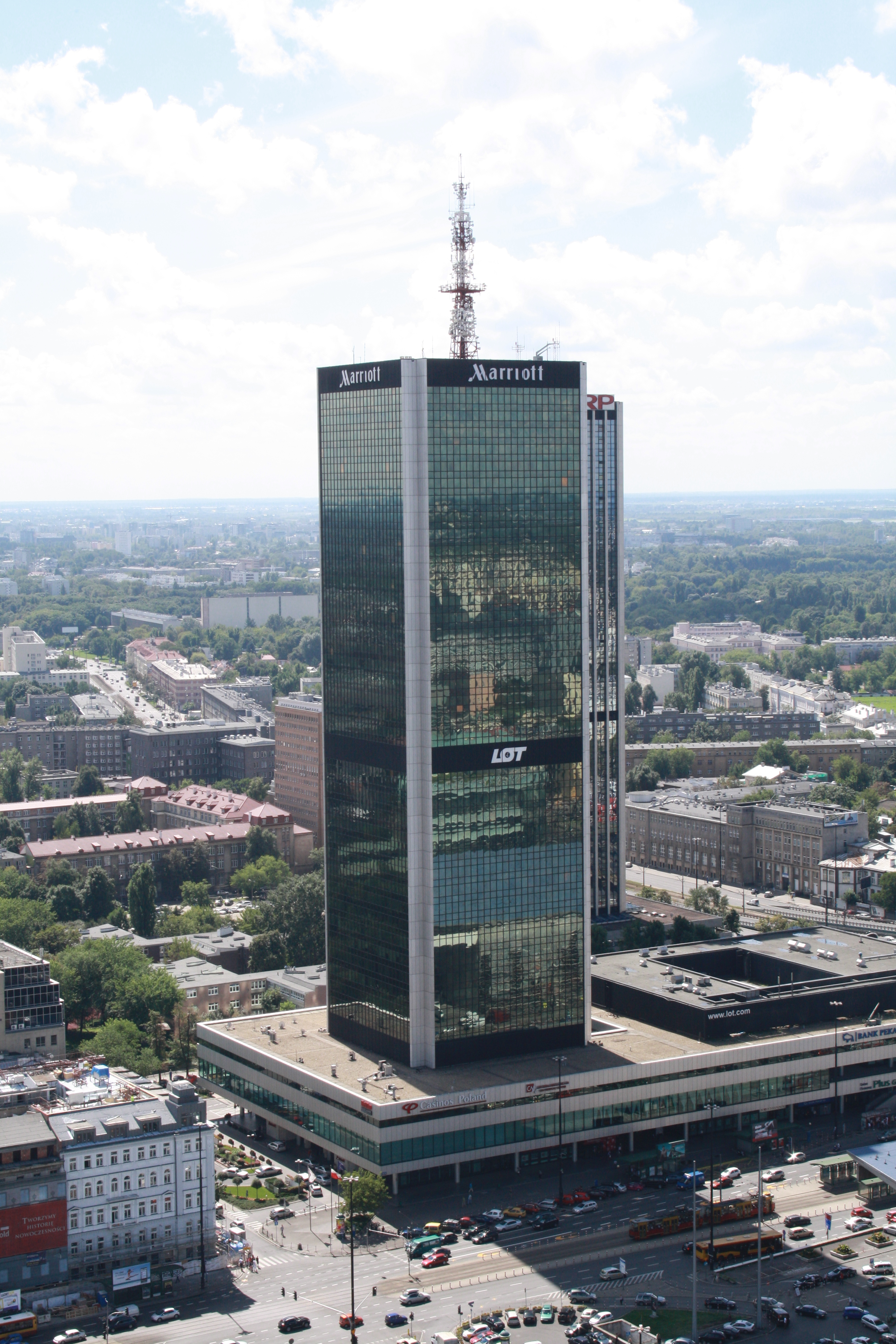
فندق ماريوت في وارسو، بولندا

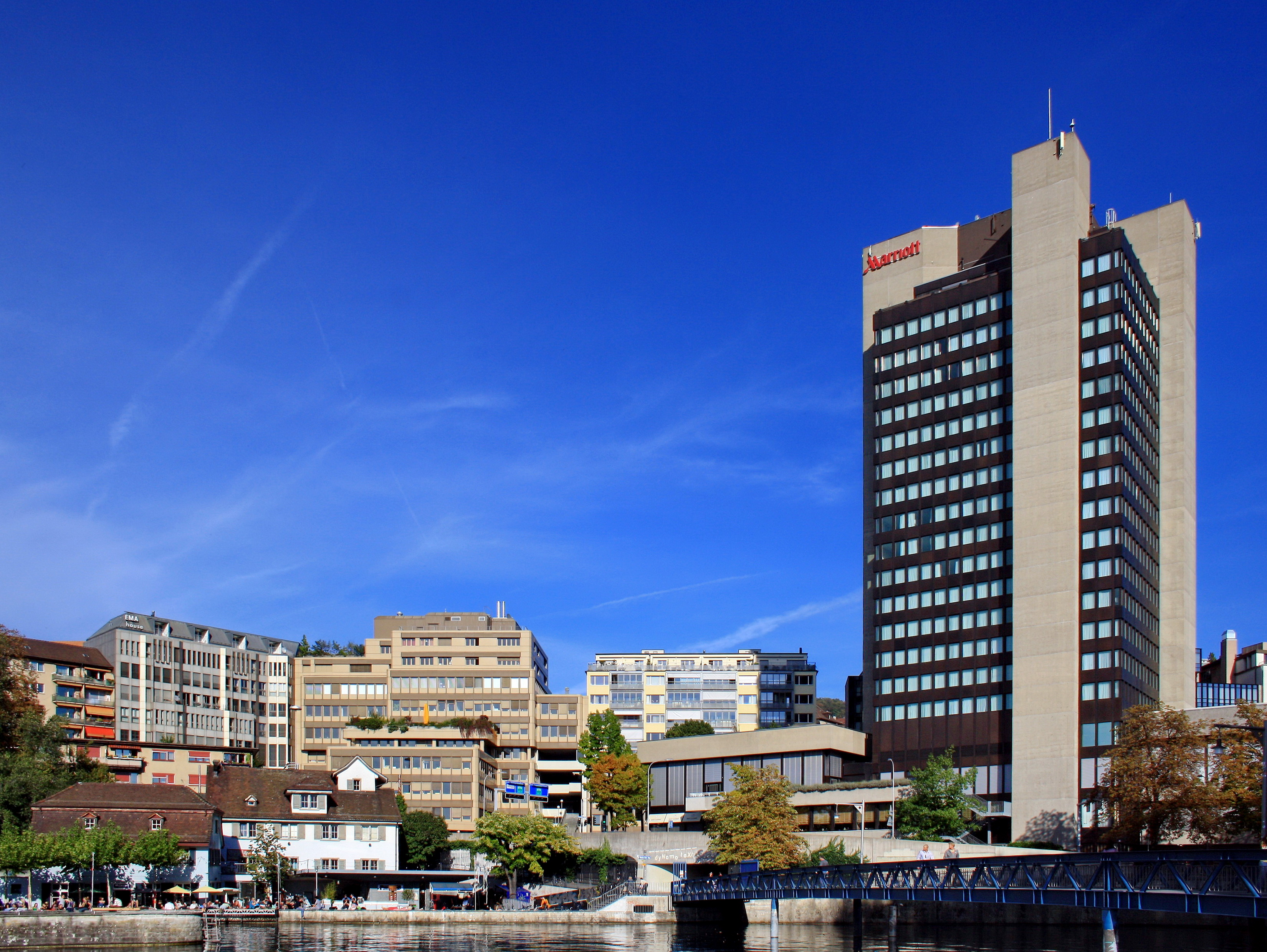
فندق ماريوت في زيوريخ، سويسرا

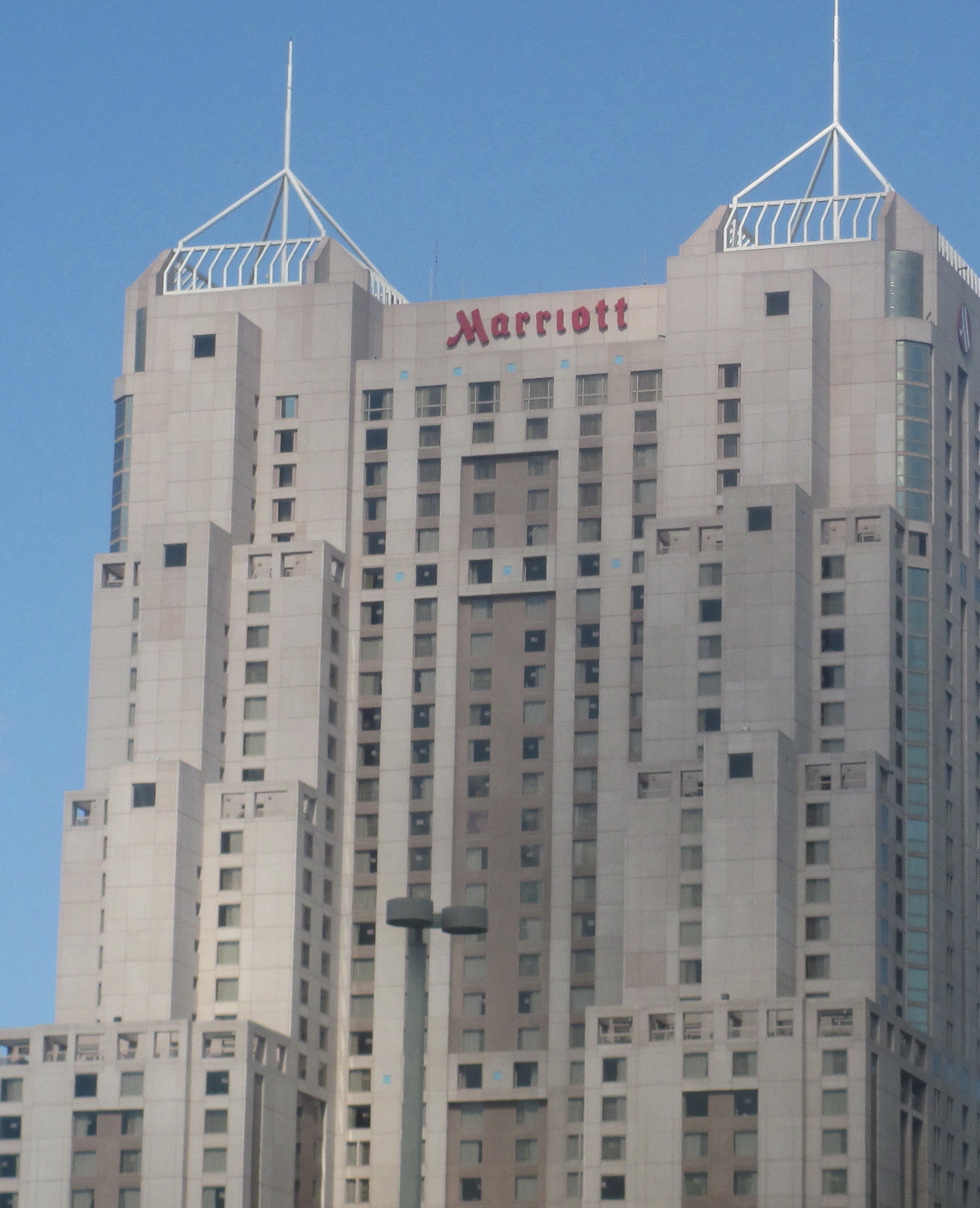
فندق ماريوت قرب سان انطونيو ريفر ووك في وسط مدينة سان أنطونيو، تكساس

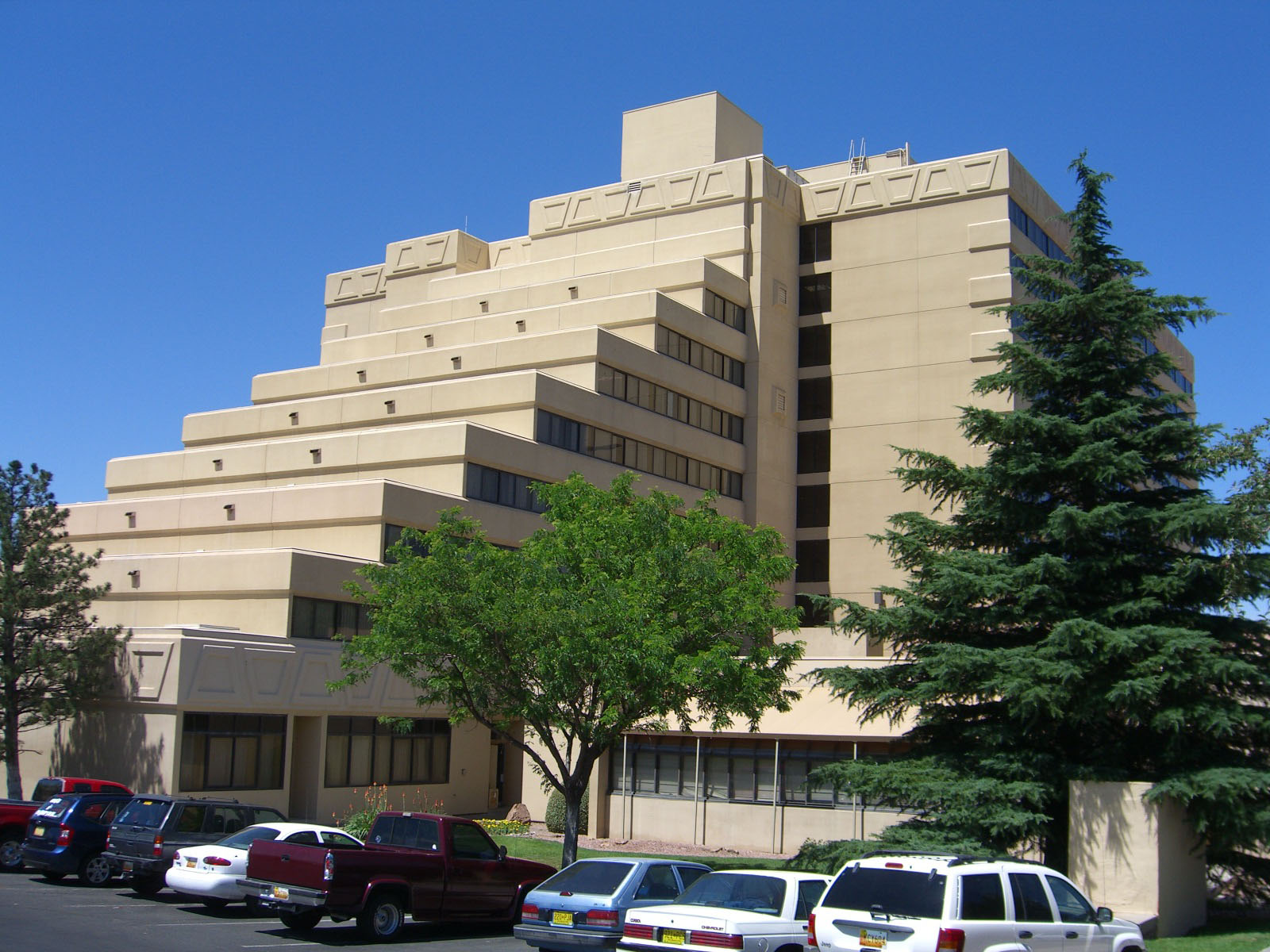
البوكيرك ماريوت الهرم في البوكيرك، نيو مكسيكو

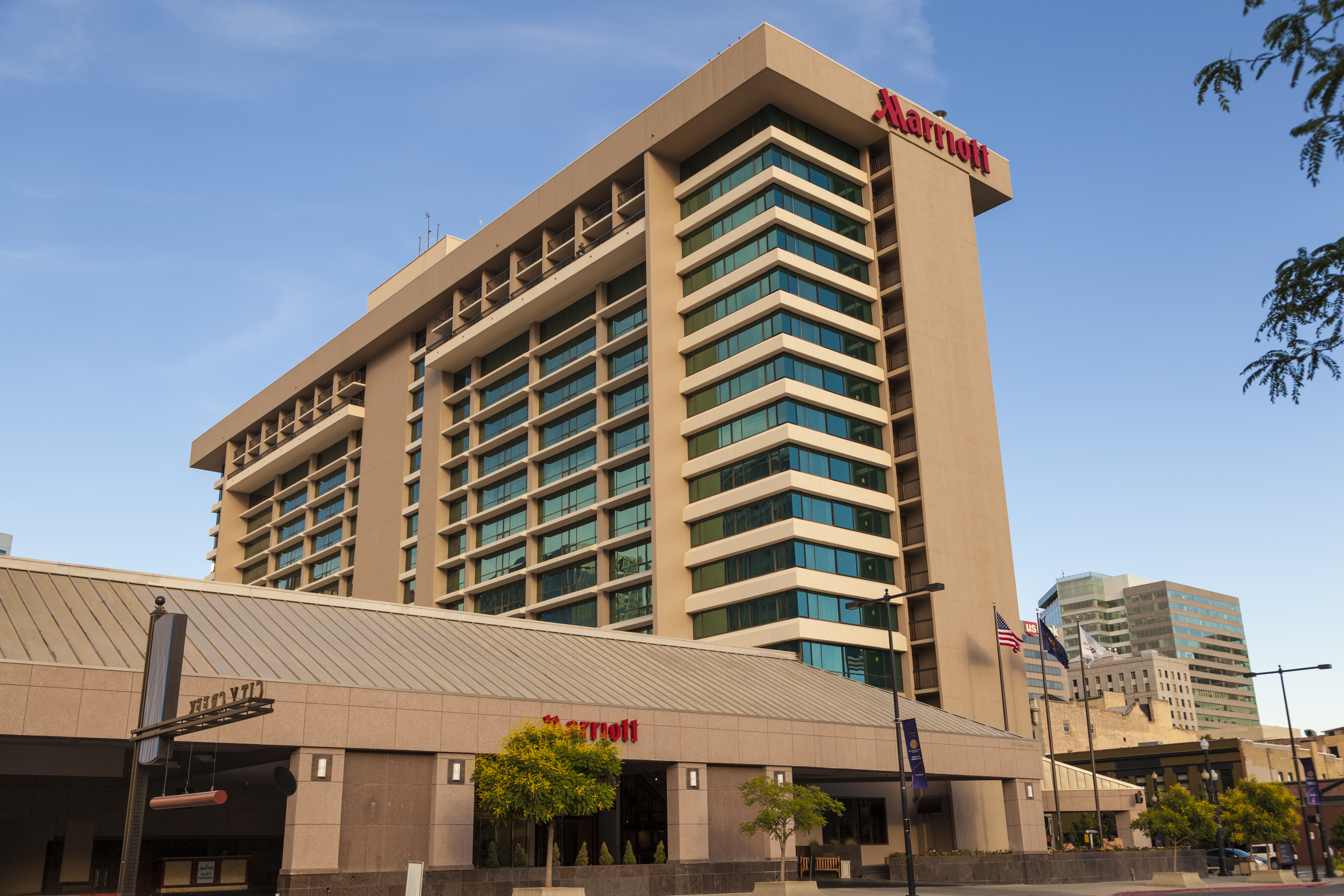
سولت ليك ماريوت وسط المدينة في مدينة الخور City Creek Center in سالت ليك

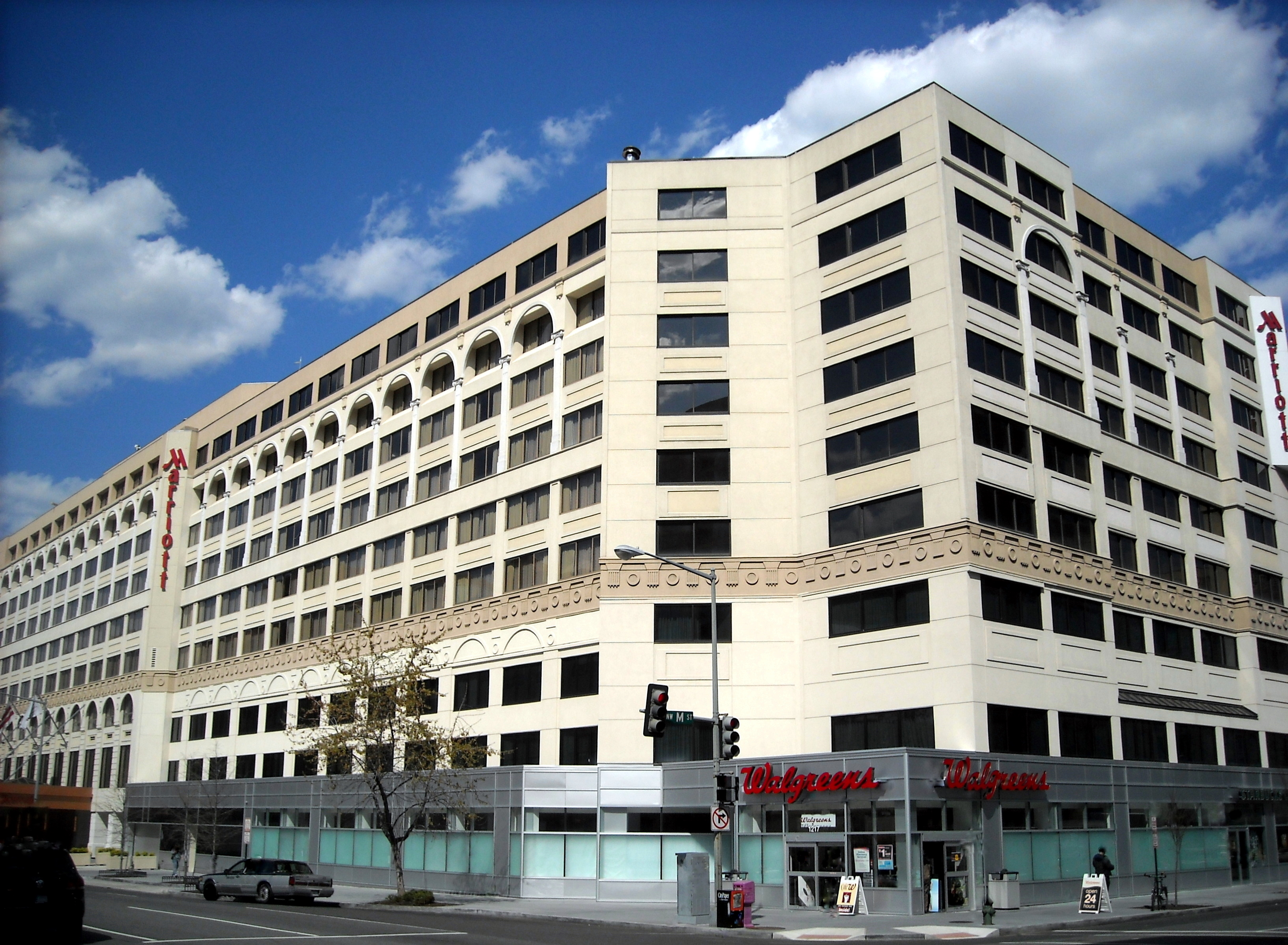
فندق ماريوت الواقع في ويست إند في ضواحي واشنطن العاصمة

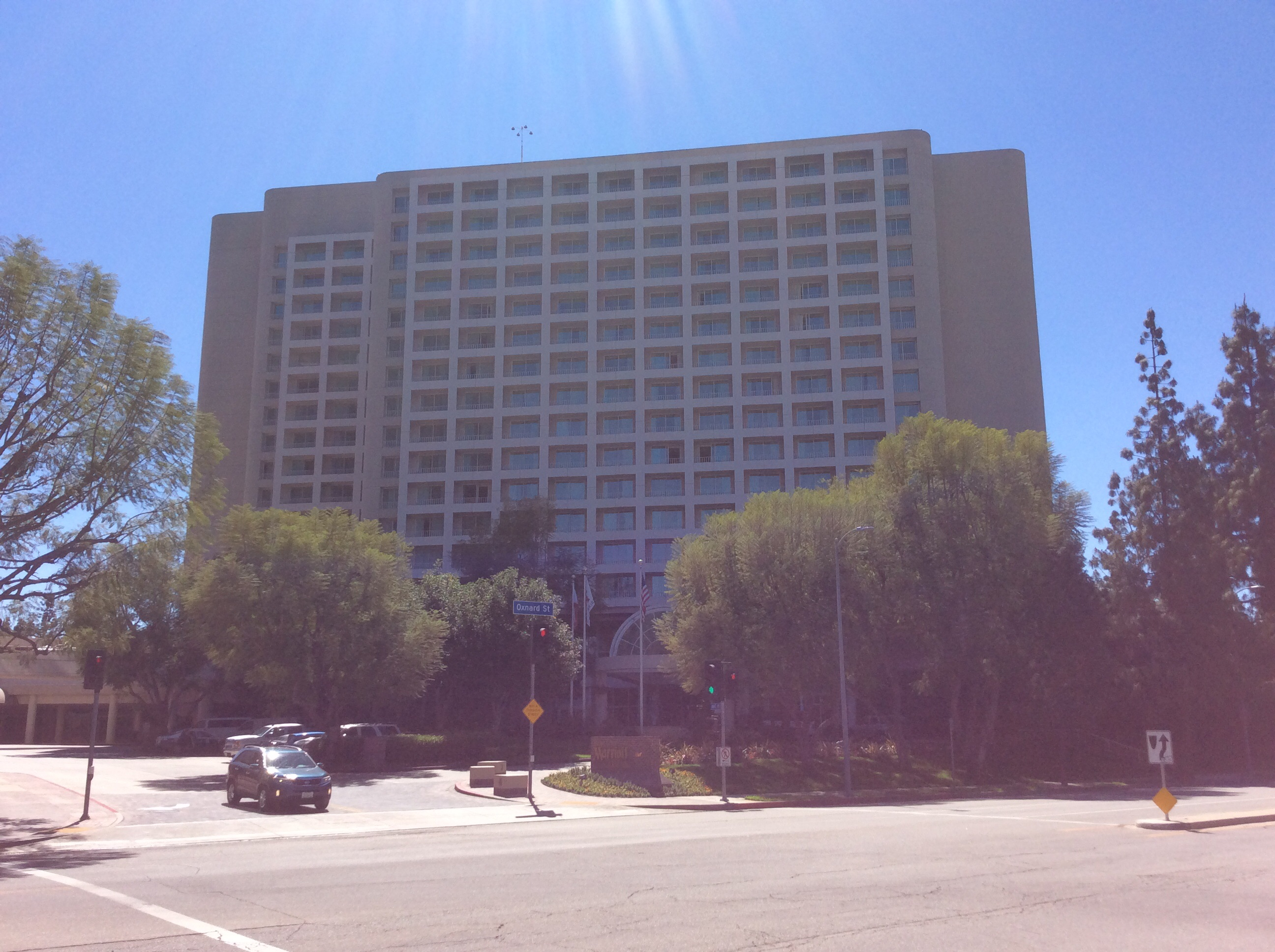
فندق ماريوت وودلاند هيلز في لوس أنجلوس.

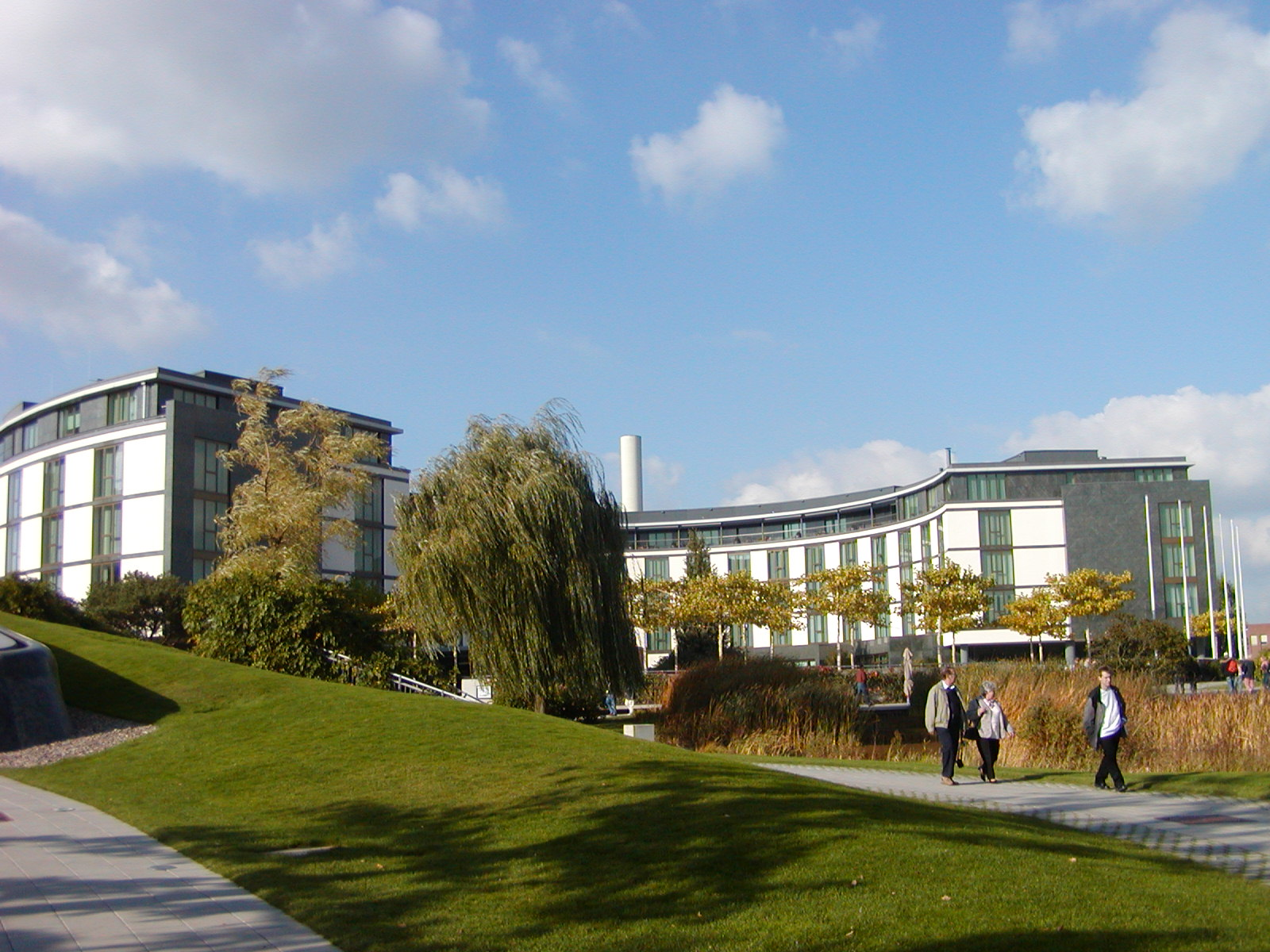
فندق الريتز كارلتون أوتوشتادت في فولفسبورج، ألمانيا: اكتمل عام 200 وكان فندق الشركة الأول في أوروبا.

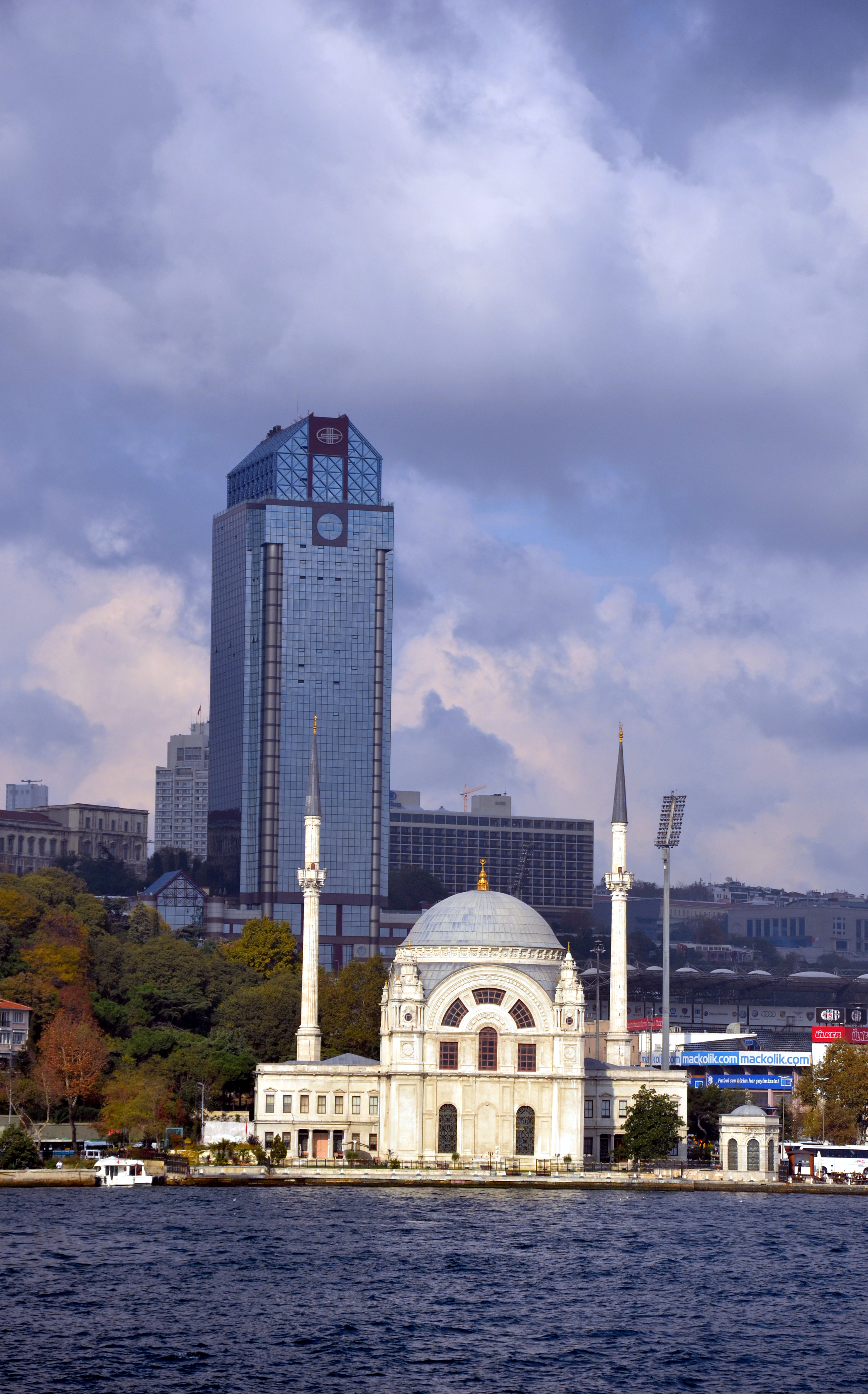
فندق الريتز كارلتون، اسطنبول، من البوسفور

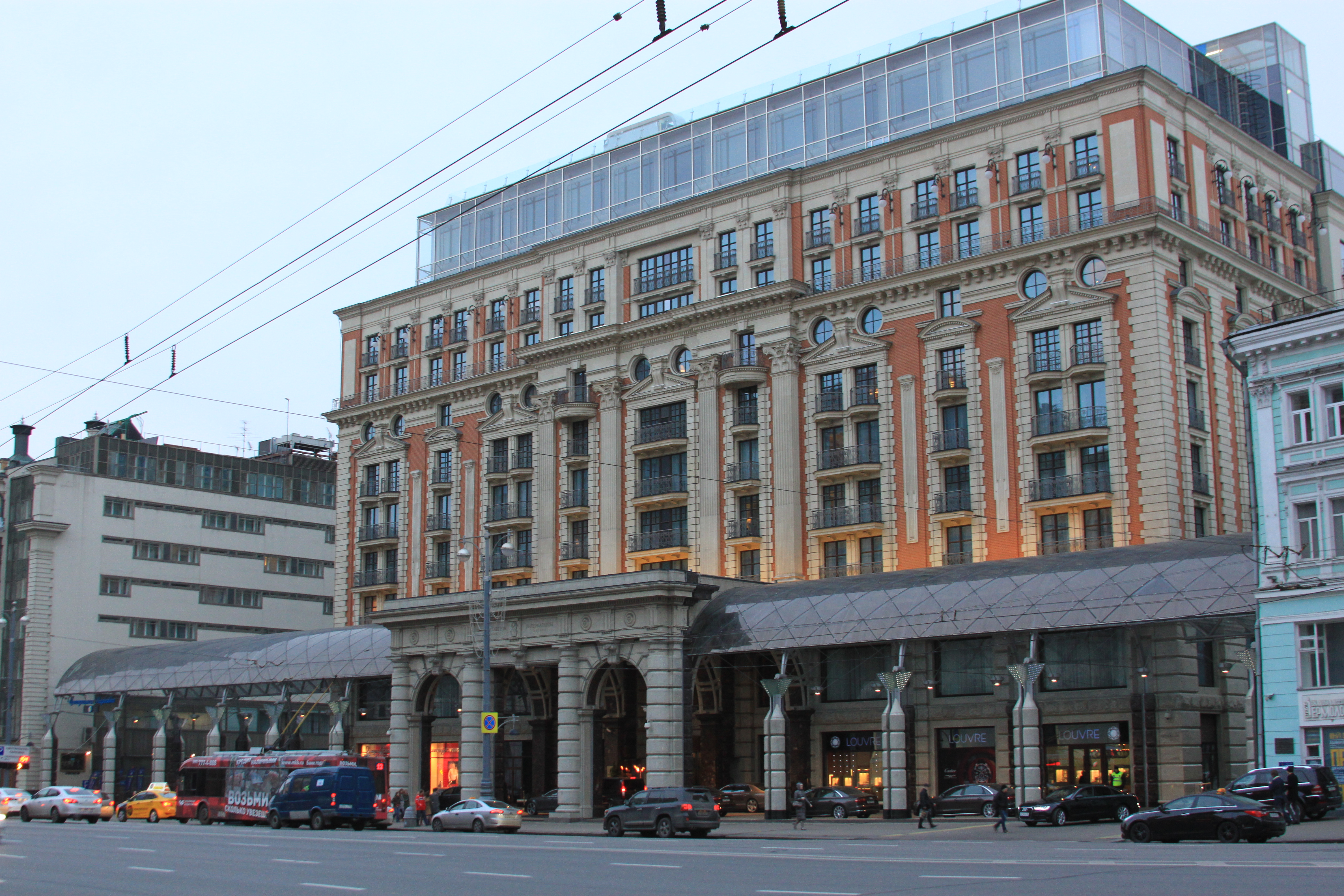
فندق الريتز كارلتون موسكو

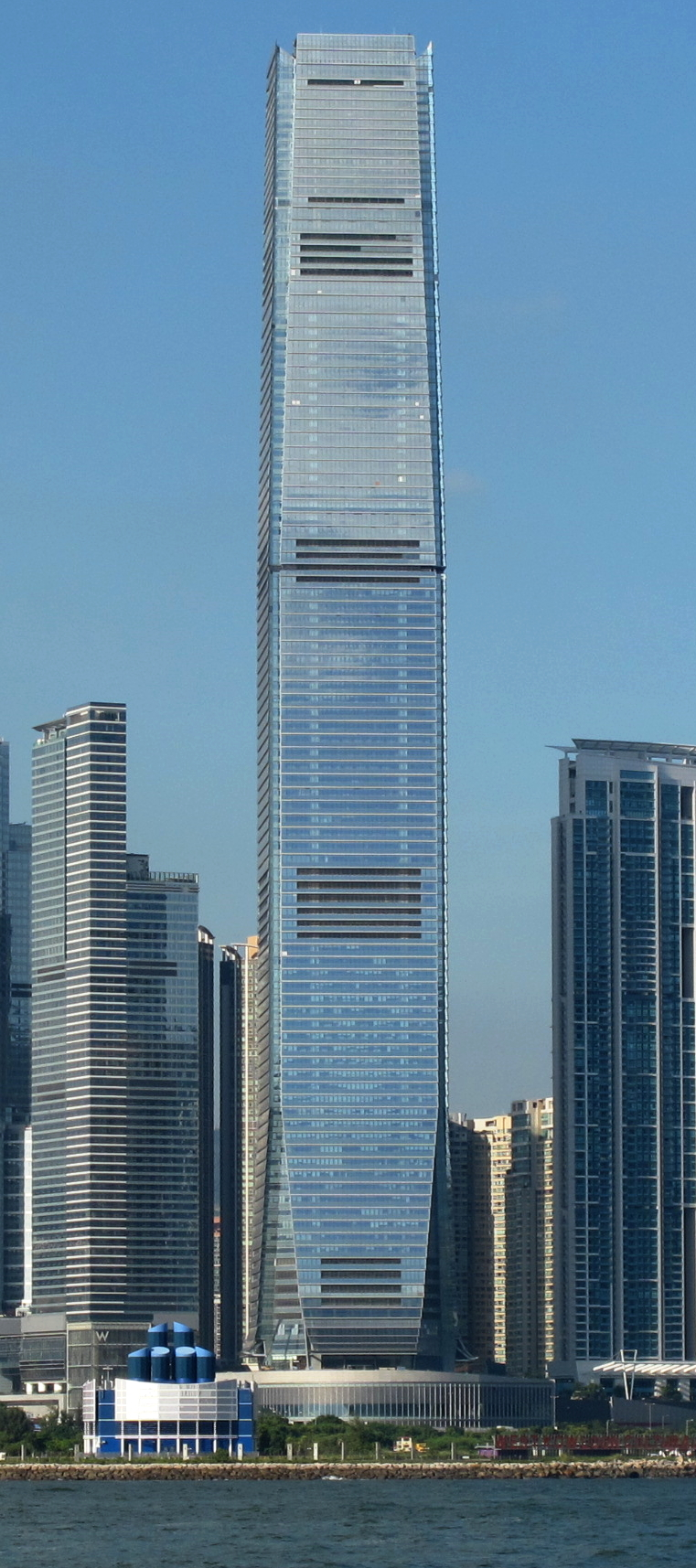
فندق الريتز كارلتون هونج كونغ يقع في الطوابق ال16 العليا ل International مركز التجارة

تدير ماريوت 19 علامة تجارية عالميا.

### فنادق العلامة التجارية
- فنادق ومنتجعات ماريوت

((Marriott Hotels & Resorts))

### فنادق فاخرة
- بولغاري للفنادق والمنتجعات

((BVLGARI Hotels))
- فنادق ومنتجعات جيه دبليو ماريوت

((JW Marriott Hotels & Resorts))
- ريتز كارلتون

((The Ritz-Carlton))

### فنادق منوعة
- فنادق آي سي من ماريوت

((AC Hotels by Marriott))
- فنادق أوتو غراف كوليكشن

((Autograph Collection Hotels))
- فنادق إيديشن

((EDITION Hotels))
- فنادق رينيسانس

((Renaissance Hotels))
- فنادق موكسي

((MOXY Hotels))

### وجهات الترفيه
- فنادق غايلورد

((Gaylord Hotels))
- نادي ماريوت للاجازات

((Marriott Vacation Club)) (MVC)
- فنادق دلتا

((Delta Hotels))

### فنادق خدمات مختارة
- كورت يارد من ماريوت

((Courtyard by Marriott))
- فاير فييلد إنن من ماريوت

((Fairfield Inn by Marriott))
- فنادق بروتيا ((Protea Hotels))
- أجنحة سبرينغ هيل من ماريوت

((SpringHill Suites by Marriott))

### أماكن الإقامة الطويلة
- ريزيدنس إنن من ماريوت

((Residence Inn by Marriott))
- أجنحة تاون بالاس من ماريوت

((TownePlace Suites by Marriott))
- شقق ماريوت الفندقية

((Marriott Executive Apartments))

### أماكن الاستمتاع بالوقت
- نادي ماريوت غراند ريزيدنس

((Marriott Grand Residence Club))
- مساكن ريتز كارلتون

((The Residences at the Ritz-Carlton))
- نادي ديستيناشين ريتز كارلتون

((The Ritz-Carlton Destination Club))

### مراكز المؤتمرات
- مراكز ماريوت للمؤتمرات

((Marriott Conference Centers))

### منتزهات أمريكا العظمى
كما طورت ماريوت ثلاثة وفتحت في نهاية المطاف اثنين من المتنزهات بعنوان ((ماريوت أمريكا العظمى)) من عام 1976 حتى عام 1984. وتقع الحدائق في جورني، إلينوي. سانتا كلارا، كاليفورنيا. وكان من المقرر أن يكون هناك منتزه في واشنطن العاصمة لكنه لم يبنى، وكانت المنتزهات تحت عنوان الاحتفال بالتاريخ الأميركي. 
في عام 1984 تخلت ماريوت عن قطاع المنتزهات في الشركة، كلا المنتزهين بيعا واليوم هما مرتبطين بسلسلة المنتزهات الوطنية. المنتزه الواقع في منطقة جورني كان قد بيع لشركة سيكس فلاغز (Six Flags) للمنتزهات حيث يدار الآن تحت اسم (Six Flags Great America)، منتزه سانتا كلارا كان قد بيع لمدينة سانتا كلارا، التي أبقت الملكية العامة للعقار وباعت المنتزه لشركة (Kings Entertainment)، ليعاد تسمية المنتزه ب (Paramount Parks) في عام 1993. من عام 1993 إلى 2006 موقع سانتا كلارا كان يعرف بارامونت أمريكا العظمى. في عام 2006 منتزه بارامونت استحوذ عليه من قبل شركة (Cedar Fair Entertainment)، منتزه سانتا كلارا اليوم يدار تحت اسم كاليفورنيا أمريكا العظمى (California’s Great America)، في السنوات اللاحقة لبيع المنتزهات اختلفت تصميماتها بشكل كبير.

## برامج

### مكافآت ماريوت
مكافآت ماريوت هي برنامج الولاء للضيوف والذي يقدم خيار النقاط للضيوف لاختيار إجازات مجانية أو بضائع أو أميال سفر مجانية بالإضافة لفوائد أخرى. المسافرين بشكل متكرر يمكنهم الحصول على فوائد 'مستوى النخبة' من مكافآت ماريوت، كغرف أفضل أو هدايا. يوجد ثلاثة مستويات لدرجة النخبة فضي، ذهبي وبلاتيني– كل مستوى يعتمد على عدد الليالي التي يقضيها الضيف في فنادق ماريوت كل سنة.

### حملةالمغلف رجاء
في أيلول عام 2014 ماريوت الدولية و ماريا شرايفر مؤسسة منظمة تدعى (أمة النساء Woman’s Nation) أعلنوا عن مبادرة تحت عنوان المغلف رجاء هذه الحملة الجديدة كانت لحث الزبائن لترك اكراميات لعاملات تنظيف الغرف. الاكراميات بشكل فردي طريقة بديلة لمساعدة العاملات بدلا من إعطائهم زيادة في الراتب. متوسط رواتب عاملات تنظيف الغرف عند ماريوت في أمريكا يبدأ من الحد الأدنى للرواتب في أمريكا والذي وسطيا يكون 8.5 دولار في الساعة. ماريوت سوف تضع مغلفات في 160000 غرفة في فنادق أمريكا وكندا لحث الزبائن لترك اكراميات للعاملات. تقريبا من 750 إلى 1000 فندق من علامات ماريوت التجارية سوف تشارك في حملة المغلف.
الحملة رسمت مخاوف لإعادة تصنيف عاملات تنظيف الغرف كعملات بالإكراميات مما قد يستخدم كذريعة من شركات الفنادق في المستقبل لتخفيض رواتب عاملات تنظيف الغرف، وهو نمط معتمد عالميا مع عمال المطاعم، حملة المغلف لاقت معارضة أيضا حيث أنه على ماريوت تحسين أوضاع العاملات بدلا من وضع الحمل على أكتاف الزبائن.

## وصلات خارجية
- الموقع الرسمي